# هفت کشور

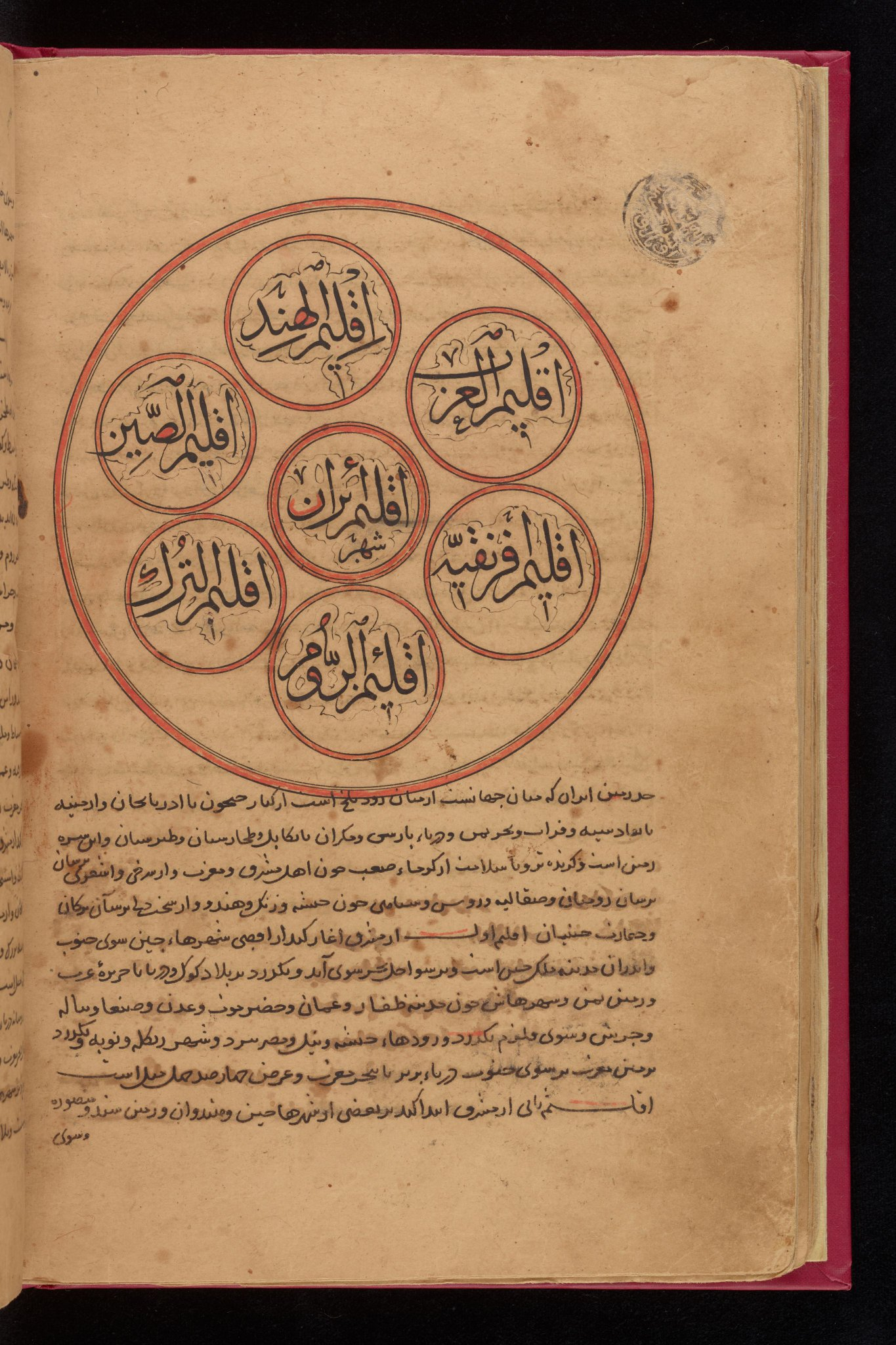
نمودار هفت کشور که ایران‌شهر در مرکز جهان است و اقلیم‌های هند، افریقیه، عرب، روم، ترک و صین (چین). از کتاب مجمل التواریخ و القصص.

هفت کشور یا هفت اقلیم، نوعی تقسیم‌بندی جهان به هفت منطقه بر پایۀ جهان‌بینی ایرانیان قدیم است.

## تقسیم‌بندی
در سنت زردشتی جهان به هفت اقلیم یا کشور تقسیم شده است و در اوستا از هفت کشور سخن رفته است. نام این کشورها و جای آن‌ها چنین است:
- یکم: اَرْزه در خاور (شرق)
- دوم: سَوَه در باختر (غرب)
- سوم: فِرَدَدَفْش در جنوب
- چهارم: ویدَدَفْش در جنوب
- پنجم: وُروبَرِشْن در شمال
- ششم: وُروجَرِشن در شمال
- هفتم: خوَنیرَث در میانه

خونیرث برترین این کشورهاست که در پهناوری، به‌تنهایی با شش کشور دیگر برابر بوده و دارای صفت بامیک (بامی) به‌معنای درخشان است. «خونیرث بامی» بهترین کشور از هفت کشور نامبرده بود که مزدا آفرید. هر کدام از این هفت کشور را سروری است و سرور سرزمین خونیرث بامی «زرتشت» است. در کهن‌ترین بخش اوستا، گاث‌ها، به خونیرث اشاره شده است.
ابوریحان بیرونی در التفهیم نموداری از هفت کشور را چنین آورده:
- کشور یکم: هندوستان
- کشور دوم: عرب و حبشستان
- کشور سوم: مصر و شام
- کشور چهارم: ایران‌شهر
- کشور پنجم: صقلاب و روم
- کشور ششم: ترک و یأجوج
- کشور هفتم: چین و ماچین

در نوشته‌های کهن، منظور از صقلاب یا سقلاب همان اسلاو می‌باشد که در جمع عربی به شکل صقالبه نوشته می‌شده است.